# جلبان ضعيف الأوراق
الجلبان ضعيف الأوراق (باللاتينية: Lathyrus setifolius) نوع نباتي من جنس الجلبان ينتمي إلى الفصيلة البقولية.

## الموئل والانتشار
موطنه بلاد الشام ومصر والمغرب العربي وحوض البحر الأبيض المتوسط وتركيا والبلقان والقوقاز.